# László Papp (bryder)
|  | For bokseren af samme navn, se László Papp |
László Papp (født 4. januar 1905 i Szentes, død 28. januar 1989 i Budapest) var en ungarsk bryder, som deltog i  OL 1928 i Amsterdam. 

## Idrætskarriere
Papp var som bryder medlem af klubben MAC i Budapest fra 1923 frem til 1944. Han stillede op i forskellige vægtklasser gennem sin karriere. I 1925 vandt han således EM-bronze i mellemsværvægt, i 1926 vandt han EM-bronze i mellemvægt, og året efter blev han europamester i samme vægtklasse, alle i græsk-romersk stil.
Ved Sommer-OL 1928 i Amsterdam stillede han også op i mellemvægt (græsk-romersk stil), og her vandt han sine fire første kampe, hvorpå han tabte til finnen Väinö Kokkinen. Da denne gik ubesejret gennem turneringen og dermed vandt guld, fik Papp samt de øvrige, der havde tabt til Kokkinen, mulighed for at kæmpe om de øvrige medaljer, og her vandt Papp over esteren Albert Kusnets og fik dermed sølv, mens Kusnets fik bronze.
Mellem 1926 og 1934 vandt Papp syv ungarske mesterskaber, heraf fem i græsk-romersk og to i fri stil. Ved EM i 1933 stillede han op i fri stil og blev mester i letsværvægt, og vandt året efter EM-bronze i græsk-romersk stil (mellemvægt).
Papp dyrkede ud over brydning også boksning og vægtløftning, og han vandt et ungarsk mesterskab i vægtløftning i 1932.

## Øvrige karriere
Efter at have indstillet sin aktive karriere i 1935 fortsatte han i sin klub samt for sit landshold som brydetræner frem til 1944.
Ved siden af tog Papp en uddannelse som jurist, hvilket han afsluttede i 1928. Han begyndte som retspraktikant og stoppede sin juridiske karriere i 1971 som højesteretsdommer.
I 1932 lavede hans landsmand Miltiades Manno skulpturen Brydning, der forestillede en kamp mellem Papp og Béla Varga, en anden ungarsk bryder. Manno vandt sølv med denne skulptur ved OL i Los Angeles dette år.